# Neocallimastigomycota
Neocallimastigomycota é uma divisão monotípica de fungos anaeróbicos, na sua maioria simbiontes encontrados principalmente no rúmen de ruminantes e no trato intetinal de outros grandes herbívoros, mas com possível distribuição natural mais ampla. Inclui uma única classe, Neocallimastigomycetes, uma única ordem, Neocallimastigales, e uma única família, Neocallimastigaceae. Os fungos anaeróbicos foram originalmente colocados dentro da divisão Chytridiomycota, na qual constituíam a ordem Neocallimastigales, mas foram posteriormente elevados ao nível do filo, uma decisão sustentada na reconstrução da árvore filogenética destes organismos.

## Descrição
Neocallimastigomycetes é um classe de fungos anaeróbicos, encontrados no trato digestivo de herbívoros. Inclui apenas uma família. A designação é etimologicamente formada por quatro raízes gregas que significam novo, bom e belo, chicotes e cogumelos, respectivamente, referência que se centra sobre os zoósporos multiflagelados do fungo. Até agora, estes fungos foram apenas encontrados no conteúdo intestinal de mamíferos, mas é provável que sejam encontrados em outros ambientes anóxicos, como os solos de pântanos.
Os fungos ruminais anaeróbicos habitam o rúmen dos grandes mamíferos ungulados onde formam pequenos micélios de hifas cenocíticas que se dispersam através da produção de esporos multiflagelados direcionados posteriormente, às vezes associados a um corpo basal estéril. Os esporângios podem ser agrupados em micélios pequenos e compactos ou dispersos. Estes organismos são caracterizados por terem hidrogenossomas em vez de mitocôndrias. Foi examinando os hidrogenossomos do género Neocallimastix que conseguiram mostrar que as mitocôndrias eram hidrogenossomas reduzidos, adaptados a um ambiente anóxico.
Fungos pertencentes ao grupo dos Neocallimastigomycetes foram reconhecidos pela primeira vez como fungos pelo microbiólogo Colin G. Orpin em 1975, com base nas células móveis presentes no rúmen de ovelhas. Os zoósporos já haviam sido observados muito antes, mas acreditava-se que eram protistas flagelados, mas Orpin mostrou que eles possuíam uma parede celular de quitina. Desde então, foi demonstrado que são fungos relacionados com os núcleo central do clado dos quitrídios. Antes disso, acreditava-se que a microbiota do rúmen consistia apenas em bactérias e protozoários. Desde a sua descoberta, foram isolados do trato digestivo de mais de 50 herbívoros, incluindo ruminantes e não ruminantes (fermentação intestinal posterior) e répteis herbívoros. Membros do grupo Neocallimastigomycota também foram encontrados no intestino de humanos.
Os neocalimastigomicetos não possuem mitocôndrias, mas contêm hidrogenossomas nos quais a oxidação de NADH para NAD+ leva à formação de H2.

### Ciclo de vida
A reprodução destes fungos no rúmen de ruminantes ocorre através da formação de zoósporos que são libertados dos esporângios. Esses zoósporos têm um cinetossoma, mas não possuem o centríolo não flagelado conhecido na maioria dos quitrídios e são conhecidos por usar transferência horizontal de genes no desenvolvimento de xilanase (a partir de bactérias) e outras glucanases.
Os envelopes nucleares das células são notáveis por permanecerem intactos durante a mitose. A reprodução sexuada ainda não foi observada em fungos anaeróbios. Porém, sabe-se que podem sobreviver por muitos meses em ambientes aeróbicos, fator importante na colonização de novos hospedeiros. No género Anaeromyces a presença de esporos putativos foi observada em repouso, mas a maneira pela qual se formam e germinam permanece desconhecida.

### Ecologia
Os Neocallimastigomycetes desempenham um papel essencial na digestão de fibra nas espécies hospedeiras. Estes organismos estão presentes em grandes quantidades no trato digestivo de animais alimentados com dietas ricas em fibras. As enzimas que degradam polissacarídeos produzidas por fungos anaeróbicos podem hidrolisar os polímeros vegetais mais recalcitrantes e podem degradar completamente as paredes celulares de plantas não lignificadas. As enzimas que degradam os polissacarídeos estão organizadas num complexo multiproteico, semelhante ao celulossoma bacteriano.
As espécies do género Orpinomyces exibem a capacidade de produção de xilanase, CMCase, liquenase, amilase, β-xilosidase, β-glucosidase, α-Larabinofuranosidase e pequenas quantidades de β-[8celobiosidase]] utilizando avicel como única fonte de energia.

## Sistemática e diversidade
A terminação grega, "-mastix", referindo-se a "chicotes", ou seja, os muitos flagelos nesses fungos, é alterada para "-mastig-" quando combinada com terminações adicionais em nomes latinizados. O nome de família Neocallimastigaceae foi originalmente publicado incorretamente como "Neocallimasticaceae" pelos autores da publicação, o que levou à cunhagem do incorreto "Neocallimasticales",  um erro facilmente perdoável, considerando que outras terminações "-ix", como Salix dão origem a Salicaceae.
A correção desses nomes é exigida pelo artigo 60.º do Código Internacional de Nomenclatura Botânica. A ortografia corrigida é usada pelo Index Fungorum. Ambas as grafias ocorrem na literatura e na Internet como resultado da grafia na publicação original.
A ordem dos Neocallimastigales e, portanto, também a família dos Neocallimastigaceae, foi anteriormente colocada entre os Chytridiomycetes. No entanto, desde 2007 formou sua própria divisão, a Neocallimastigomycota. Na sua presente circunscrição taxonómica (novembro de 2020) incluía 18 géneros:
- Agriosomyces
  - Agriosomyces longus Hanafy et al. 2020 (em muflões – Ovis orientalis)
- Aklioshbomyces
  - Aklioshbomyces papillarum Hanafy et al. 2020 (em gamos – Odocoileus virginianus)
- Anaeromyces
- Buwchfawromyces
- Caecomyces
- Capellomyces
  - Capellomyces foraminis Hanafy et al. 2020 (em Capra aegagrus)
  - Capellomyces elongatus Hanafy et al. 2020 (em Capra aegagrus s. l.)
- Cyllamyces
- Feramyces
- Ghazallomyces
  - Ghazallomyces constrictus Hanafy et al. 2020 (em Axis axis)
- Joblinomyces
  - Joblinomyces apicalis Hanafy et al. 2020 (em Capra aegagrus)
- Khyollomyces
  - Khoyollomyces ramosus Hanafy et al. 2020 (em Equus grevyi)
- Liebetanzomyces
- Neocallimastix
- Oontomyces
- Orpinomyces
- Pecoramyces
- Piromyces
- Tahromyces
  - Tahromyces munnarensis Hanafy et al. 2020 (em Nilgiritragus hylocrius)

Desses 18 géneros conhecidos, 11 foram descritos apenas em novembro de 2020, a partir da análise de fezes de animais domésticos e de animais selvagens que não haviam sido examinados anteriormente para Neocallimastigomycota. Portanto, pode-se supor que muitos táxons de Neocallimastigomycota ainda permanecem desconhecidos.